# El Jardín, El Bosque
El Jardín är en ort i Mexiko.   Den ligger i kommunen El Bosque och delstaten Chiapas, i den sydöstra delen av landet, 700 km öster om huvudstaden Mexico City. El Jardín ligger 1 142 meter över havet och antalet invånare är 115.
Terrängen runt El Jardín är kuperad åt nordost, men åt sydväst är den bergig. Runt El Jardín är det ganska tätbefolkat, med 134 invånare per kvadratkilometer. Närmaste större samhälle är Simojovel de Allende, 15,3 km norr om El Jardín. I omgivningarna runt El Jardín växer i huvudsak städsegrön lövskog.